# Joel Bolomboy
Joel Bolomboy (en ukrainien : Джоель Боломбой), né le 28 janvier 1994 à Donetsk, Ukraine, est un joueur russo-ukrainien de basket-ball. Il évolue aux postes d'ailier fort et de pivot.

## Biographie
Bolomboy est né à Donetsk d'un père congolais et d'une mère russe d'origine tatare. Il obtient la nationalité russe en novembre 2018.

### Carrière universitaire
Il passe ses quatre années universitaires à l'université d'État de Weber où il joue pour les Wildcats.

### Carrière professionnelle

#### En NBA
Le 23 juin 2016, lors de la draft 2016 de la NBA, automatiquement éligible, il est sélectionné à la 52e position par le Jazz de l'Utah. En juillet, il participe à la NBA Summer League 2016 avec le Jazz. Le 19 août 2016, il signe avec le Jazz. Le 30 octobre 2016, il fait ses débuts en NBA, en terminant la rencontre avec trois points, un rebond, une passe décisive, une interception et un contre en quatre minutes en étant remplaçant lors de la défaite 88 à 75 chez les Clippers de Los Angeles.

#### En Europe
Peu utilisé en NBA et en G-League, Bolomboy quitte les États-Unis en août 2018 et rejoint le CSKA Moscou qui est intéressé par ses capacités au rebond. Le contrat dure deux ans. En mars 2020, il signe un nouveau contrat avec le CSKA qui court jusqu'au terme de la saison 2021-2022.
Le 28 février 2022, Bolomboy quitte le CSKA Moscou pour protester contre de l'invasion de l'Ukraine par la Russie. Il retourne aux États-Unis.
En juillet 2022, Bolomboy revient en Europe s'engage pour une saison avec l'Olympiakós, champion de Grèce en titre et participant à l'Euroligue.

## Statistiques

### Universitaires
Les statistiques en matchs universitaires de Joel Bolomboy sont les suivantes :
| Saison    | Équipe      | Matchs | Titul. | Min./m | % Tir | % 3pts | % LF | Rbds/m. | Pass/m. | Int/m. | Ctr/m. | Pts/m. |
| --------- | ----------- | ------ | ------ | ------ | ----- | ------ | ---- | ------- | ------- | ------ | ------ | ------ |
| 2012-2013 | Weber State | 37     | 0      | 21,7   | 57,8  | 0,0    | 69,5 | 7,08    | 0,43    | 0,38   | 1,68   | 7,00   |
| 2013-2014 | Weber State | 30     | 28     | 30,1   | 48,8  | 100,0  | 72,9 | 10,97   | 0,57    | 0,50   | 0,83   | 8,70   |
| 2014-2015 | Weber State | 30     | 30     | 33,2   | 47,3  | 36,6   | 73,5 | 10,20   | 0,83    | 0,67   | 1,70   | 13,30  |
| 2015-2016 | Weber State | 33     | 33     | 31,6   | 57,3  | 36,4   | 69,7 | 12,58   | 1,09    | 0,70   | 1,24   | 17,12  |
| Total     |             | 130    | 91     | 28,8   | 52,8  | 37,1   | 71,3 | 10,09   | 0,72    | 0,55   | 1,38   | 11,42  |

## Palmarès
- Big Sky Player of the Year (2016)
- First-team All-Big Sky (2016)
- AP Honorable Mention All-American (2016)
- 2× Big Sky Defensive Player of the Year (2014, 2016)
- meilleur rebondeur de tous les temps de Weber State et de la Big Sky (1,312)
- meilleur rebondeur de Weber State sur une saison (415)
- Vainqueur de l'Euroligue avec le CSKA Moscou : 2019.
- Vainqueur de la VTB United League avec le CSKA Moscou : 2019, 2021